# 久野城
久野城（くのじょう）は、茨城県牛久市久野町にあった日本の城。

## 地理
JR常磐線牛久駅の東へ約6.5キロメートル、乙戸川北岸の台地上に位置している。城の南側は幅広い谷津田がひらけ、西および北側は牛久大仏に隣接している。城の占地する地形は舌状台地というより、むしろ独立丘に近い形と言える。小字名は延命寺山で、昔は寺院が建てられていたと言われている。

## 歴史
江戸崎城を本拠とする土岐氏によって戦国時代に木原城と龍ケ崎城の中継拠点として築かれたようである。
久野の観音寺の棟札には、永禄2年(1559年)には野口備前守の支配であり、天正5年(1577年)の棟札には、当郷領主土岐越前守と名前がある、この時点では土岐氏の支配下にあったことがわかる。久野城主の土岐越前守ト千(ぼくぜん)は、久野城を中心に下小池城などの支城と連携して西側を防備していたものと思われる。土岐氏の進出後、野口氏はその下で働き、土着し現在に至ったと考えられる。久野城の郭内には野口一族の墓地がある。

## 城の構造
台地の南隅、主郭にあたる曲輪1には東北と西北に土塁、西北と西南に空堀、そして東南の斜面には二段ずつの腰曲輪がある。曲輪2は城内で最も広い面積を占め、外郭と思われる。曲輪3と4はＬ字型の空堀により分断される。曲輪1と2に面する空堀に土塁があり、曲輪3の南斜面に二～三段の腰曲輪がある。曲輪3と4の北斜面に細長い腰曲輪が2～3段ある。曲輪1の虎口が東南と西北にある。

## 城の性格
軍事的機能を優先させた城としてのイメージが強いようである。西・北方面に対する極度な防護体勢や広い面積の曲輪Ⅱによって裏付けられる。

## 参考資料
- 牛久市史 原始中世古代編